# 格拉斯哥 (伊利諾伊州)
格拉斯哥（英語：Glasgow）是位於美國伊利諾伊州斯科特縣的一個村落。

## 地理
格拉斯哥的座標為39°33′01″N 90°28′51″W / 39.55028°N 90.48083°W，而該地最高點為海拔高度178米（即584英尺）。

## 人口
根據2010年美國人口普查的數據，格拉斯哥的面積為2.62平方千米，當中陸地面積為2.62平方千米，而水域面積為0.00平方千米。當地共有人口141人，而人口密度為每平方千米53人。